# Shewa

Harta provinciilor vechi ale Etiopiei

Shewa sau Shoa este o provincie istorică din Etiopia, unde este situată capitala actuală a țării, Addis Abeba. În 1991 a fost divizată între regiunea Oromia, Amhara și regiunea Addis Abeba.